# Алфредо Кастели
Алфредо Кастели (итал. Alfredo Castelli; Милано, 26. јун 1947 — Милано, 7. фебруар 2024) био је италијански цртач стрипова и писац. Творац је стрипског серијала Марти Мистерија. Такође је био писац, критичар, есејиста, сценариста и уредник.

## Биографија
Кастели је започео своју стрип каријеру у раној младости, креирајући стрип Scheletrino, хумористичку серију за италијански стрип Diabolik, када је имао само 16 година.
Године 1966, са Паолом Салом, створио је Comics Club 104, први италијански фанзин посвећен стрипу. Годину дана касније Кастели је почео да пише сценарије за неколико италијанских стрипова, укључујући Pedrito el Drito и Piccola Eva за издавача Universo, Cucciolo и Tiramolla за Edizioni Alpe, као и Topolino за Mondadori.
Кастели се затим проширио на телевизију, написавши неколико реклама, као и серију Cappuccetto a Pois са Маријом Перего и сценарио за филм ИIl tunnel sotto il mondo. Године 1969. радио је за хумористички часопис Tilt. Годину дана касније, заједно са Пјером Карпијем, Кастели је креирао часопис Хорор, у којем је објавио свој стрип Zio Boris. Затим се придружио особљу Il Corriere dei Ragazzi као уредник/уметник/писац. За овај часопис направио је L'Ombra,а, лични варијацију на Невидљивог човека који је нацртао Фердинандо Такони; Gli Aristocratici, Otto Kruntz, луди научник кога је нацртао Даниел Фарагаци; и L'Omino Bufo, апсурдистички хумористички стрип који је Кастели сам нацртао.
Године 1978. Кастели је за часопис Supergulp написао пустоловине Алана Квотермејна, истраживача специјализованог за археолошке мистерије које су наговестиле Кастелијев најзначајнији рад.
Исте године Кастели је започео сарадњу с издавачком кућом Серђо Бонели едиторе, пишући приче за Загора и Мистер Ноа. Две године касније Бонелију је предочио идеју о новом серијалу заснованом на њујоршком детективу који се бави решавањем свакојаких мистерија. Коначно, 1982, створио је Мартија Мистерију. Серијал је означио прекретницу у историји популарног италијанског стрипа. Марти Мистерја је увео савремене и софистицираније теме на тржиште у којем су дотад доминирале традиционалне пустоловине намењене млађој публици. Марти Мистерија је отворио врата многим другим новим серијалима, како у Бонелију, тако и код других издавача.
Године 1983. Кастели и Гвидо Силвер Силвестри су обновили часопис Eureka. Међутим, одустали су након само дванаест бројева. Кастели је 1992. лансирао нови серијал Zona X, спин-оф Мартија Мистерије, који је излазио до 1999. године.
Кастели је такође написао књигу о првих 25 година америчког новинског стрипа (1895—1919), под насловом Eccoci ancora qui.
Преминуо је 7. фебруара 2024. у 76. години.

## Дела
Есеји и монографије
- Fantomas. Un secolo di terrore, 2011.
- Fumettisti d'invenzione. Gli autori di fumetti nella fiction: al cinema, in televisione. nella narrativa, nella letteratura disegnata, alla radio e in altri media, 2010.
- Martin Mystère - La sceneggiatura N.1 - Il mystero delle nuvole parlanti, 2009.
- L'altro Yellow Kid - L'altro Little Nemo, Comicon, 2010 [48 pagine, col., 21 x 29,5 cm, spillato, con allegato. Pubblicato in occasione della XII edizione del salone internazionale del fumetto e dell'animazione, Napoli 30 aprile - 2 maggio 2010.] -  978-88-88869-32-2
- Chicago Sontag Tribune. Gli autori tedeschi del Chicago Tribune, Boopen [48 pagine, col., 21 x 29,7 cm, spillato, con allegato] -  978-88-6223-086-5
- Eccoci ancora qui, 2006.
- L'omino bufo. 33 anni per niente!, 2006.
- Il segreto delle Ande, Oscar Mondadori, 2001.
- L'isola dei morti, mostra "L'Arcadia di Arnold Bocklin" a Firenze, mar/apr 2001.
- In viaggio sui Navigli, per la mostra omonima a Pavia - 1 giu 2001
- La macchina pensante mostra Fantascienza, Trento 1999 (litografia allegata)
- I classici del fumetto: Martin Mystere, Ed. Bur, 1999.
- I mondi segreti di Martin Mystere, Oscar Mondadori, 1998.
- Jumbo: da ramarro a Martin Mystere, speciale "Cartoon 2000", Bologna 1998.
- Che fine ha fatto Kurt Katzenjammer?, Salone del libro di Torino, 1997.
- Codici, archivi, reti & misteri, Salone del libro di Torino, 1997.
- Gulp! mostra Genova Comics, 1997.
- I mondi impossibili di Martin Mystere, Oscar Mondadori, 1997.
- Il cielo dei sargassi, Deiva Marina, 1996.
- La fine del mondo: I misteri di Martin Mystere (allegato a "I Misteri" n.11/1996 - ediz. Cioè)
- Il mistero delle nuvole parlanti (Sceneggiatura) - Ed. Centro fum. A. Pazienza, 1996.
- Come un libro stampato, Salone del libro di Torino, 1995.
- Illesrob eladepso (Ospedale Borselli), con R. Roda, G. Alessandrini, F. De Vescovi, ed. Megalito di Tosi, comune di Bondeno, Sergio Bonelli Editore in collaborazione col Centro Etnografico Ferrarese, 1995
- Le macchine impossibili, allegato a "I Misteri" n.6/1995 - ediz. Cioè
- I sentieri della paura (Bonelli/il megalito di Tosi/centro etnografico ferrarese, 1995).
- Il carnevale a fumetti, comune di Foiano, 1994.
- I misteri di Bondeno, comune di Bondeno, 1994.
- Il ritorno dell'etrusco, Hazard ed. per la mostra su Spina, 1994.
- Il mistero della camera rossa, suppl. alla collana Grandi avventure, Caf 1994.
- Come si racconta l'impossibile, comune di Ferrara e Provincia di Vercelli, 1994.
- L'amuleto di Tin Hinan, suppl. Albi Grandi Avventure, Caf 1994.
- Al di là della morte, Hazard ediz., 1993.
- I misteri del vercellese, provincia di Vercelli, 1993.
- Immagini & Parole, Tornado Press, 1993 (Speciale su Alessandrini)
- I mondi magici di Martin Mystere, Oscar Mondadori, 1993.
- I misteri del delta del Po', comuni valli di Comacchio nonché comune e provincia di Ferrara, 1992.
- Il mistero delle nuvole parlanti e sovra copertina Mr. Java per ExpoCartoons
- Il mondo di Martin Mystere, espansione per il gioco di ruolo di Dylan Dog - Das Product, Firenze 1992.
- Il viaggiatore del tempo, Sorrisi & Canzoni TV, 1992
- Index enciclopedico di Martin Mystere, n. 4/1996 - ed.lo Scarabocchio
- Indice analitico - aprile 1982-marzo 1992, Glamour International Production, 1992.
- I mondi perduti di Martin Mystere, Oscar Mondadori, 1992.
- La storia mysteriosa del mondo (L'integrale speciale fuori serie) Hazard, 2001.
- L'enciclopedia dei misteri, Oscar Mondadori, 1993.
- Lo strano caso del prof. Martin Mystere e del dottor Allan Quatermain (suppl. a Il fumetto, 1990)
- Martin Clystere, Ed. Zero Press, ott. 1996.
- Martin Mystere e i misteri del mar Ligure
- Martin Mystere e Dylan Dog, Oscar Mondadori, 1995.
- Martin Mystere "Detective dell'impossibile", Mondadori, 1993.
- Martin Mystere Trivia, Graffiti, 1991.
- Martin Mystere: il detective dell'impossibile (Romanzo - collana le due lune, 1991) 1ª ed.: Malipiero, 1991; 2ª ed.: Franco Panini, 1992; 3ª ed.: Franco Panini, 1993
- Martin Mystere: la spada di re Artù (Romanzo), Panini & le due lune ed., 1992.
- Martin Mystere e Zona X, A. Tesauro ed., 1996.
- Milano esotica - Le guide insolite di Martin Mystere (ed. Epierre) + allegato albetto guida a 232 ristoranti
- Martin Mystère - The Book, Phoenix (1999) - con le storie disegnate da Palumbo
- Misteri: istruzioni per l'uso di Martin Mystere (ed. Uniclopi, 1996)
- Mistero a Pompei, Ferrara arte, 1997.
- Mistero a Copan, Skira/Bonelli, 1998.
- Mysteri a Milano, Comiconvention, Milano 26 novembre 93
- Mysteriosamente: 10 casi impossibili per Martin Mystere (salone del libro di Torino, 1998)
- Nel tempio dei misteri - Glamour, 1993 (+ allegato albetto "indice analitico 2")
- Nostra signora degli enigmi (mostra Mystfest di Cattolica, 1997)
- One pagers (suppl. Collana grandi avventure, 1996)
- Raccontare Martin Mystere (Alessandro distribuzioni, 1992)
- Scendendo altrove (di Castelli-Palumbo) ed. Phoenix-Bonelli, 1995.
- Se a Milano ci fosse il mare (ass. Amici dei Navigli e comune di Milano, 1995) + cartellina con copertina
- Spina la città ritrovata (omonima mostra, Ferrara 93/94)
- The secret books of Glamour, 1990 (+ allegato albetto "invasione elettronica")
- The secret books of Glamour, 1991 (+ allegato albetto "il buon vecchio zio Marty")
- The secret books of Glamour 1, 1991 (formato lungo)
- The secret books of Glamour 2, 1992 (formato lungo + allegato albetto "Indice Analitico")
- Una storia impossibile (albo speciale n.6 di Cronaca di Topolinia, marzo 2000)
- Eccoci ancora qui!, saggio sul fumetto delle origini